# بيت الحسني (بني حشيش)

تعديل مصدري - تعديل

بيت الحسني هي إحدى قرى عزلة رجام بمديرية بني حشيش التابعة لمحافظة صنعاء، بلغ تعداد سكانها 175 نسمة حسب تعداد اليمن لعام 2004.